# Мвірангомбе
Мвіранго́мбе (англ. Mwirang'ombe) — традиційна громада у складі дистрикту Каронга Північного регіону Малаві.
Населення — 37445 осіб (2018).